# Takeshi Shinmura
Takeshi Shinmura (新村 猛, Shinmura Takeshi, né le 2 août 1905, décédé le 31 octobre 1992) est un linguiste, universitaire et traducteur japonais, spécialiste de littérature française.
Fils du lexicographe Shinmura Izuru, il naît à Tôkyô, mais fait sa scolarité à Kyôto où son père enseigne à l’Université impériale.
Il entre à l’Université impériale de Kyôto et se spécialise en littérature française. Professeur à l’Université Dōshisha (Kyōto) jusqu’en 1937, il est arrêté en novembre pour son activité au sein de groupes antifascistes et ses liens avec Nakai Masakazu et Mashita Shin.ichi. Libéré au cours de l’été 1939, il commence à aider son père à compiler le Kōjien, grand dictionnaire encyclopédique de la langue japonaise.
Après la Seconde Guerre mondiale, il devient professeur à l’Université de Nagoya.
Spécialiste de littérature française, il traduit en particulier Diderot et Romain Rolland.